# Раба-ле-Труа-Сеньёр
Раба́-ле-Труа́-Сеньё́р (фр. Rabat-les-Trois-Seigneurs) — коммуна во Франции, находится в регионе Юг — Пиренеи. Департамент коммуны — Арьеж. Входит в состав кантона Тараскон-сюр-Арьеж. Округ коммуны — Фуа.
Код INSEE коммуны — 09241.

## Население
Население коммуны на 2008 год составляло 307 человек.
| 1931 | 1936 | 1946 | 1954 | 1962 | 1968 | 1975 | 1982 | 1990 | 1999 |
| ---- | ---- | ---- | ---- | ---- | ---- | ---- | ---- | ---- | ---- |
| 443  | 435  | 410  | 371  | 308  | 260  | 287  | 311  | 298  | 264  |

## Экономика
В 2007 году среди 187 человек в трудоспособном возрасте (15—64 лет) 130 были экономически активными, 57 — неактивными (показатель активности — 69,5 %, в 1999 году было 71,0 %). Из 130 активных работали 120 человек (66 мужчин и 54 женщины), безработных было 10 (5 мужчин и 5 женщин). Среди 57 неактивных 10 человек были учениками или студентами, 27 — пенсионерами, 20 были неактивными по другим причинам.

## Фотогалерея

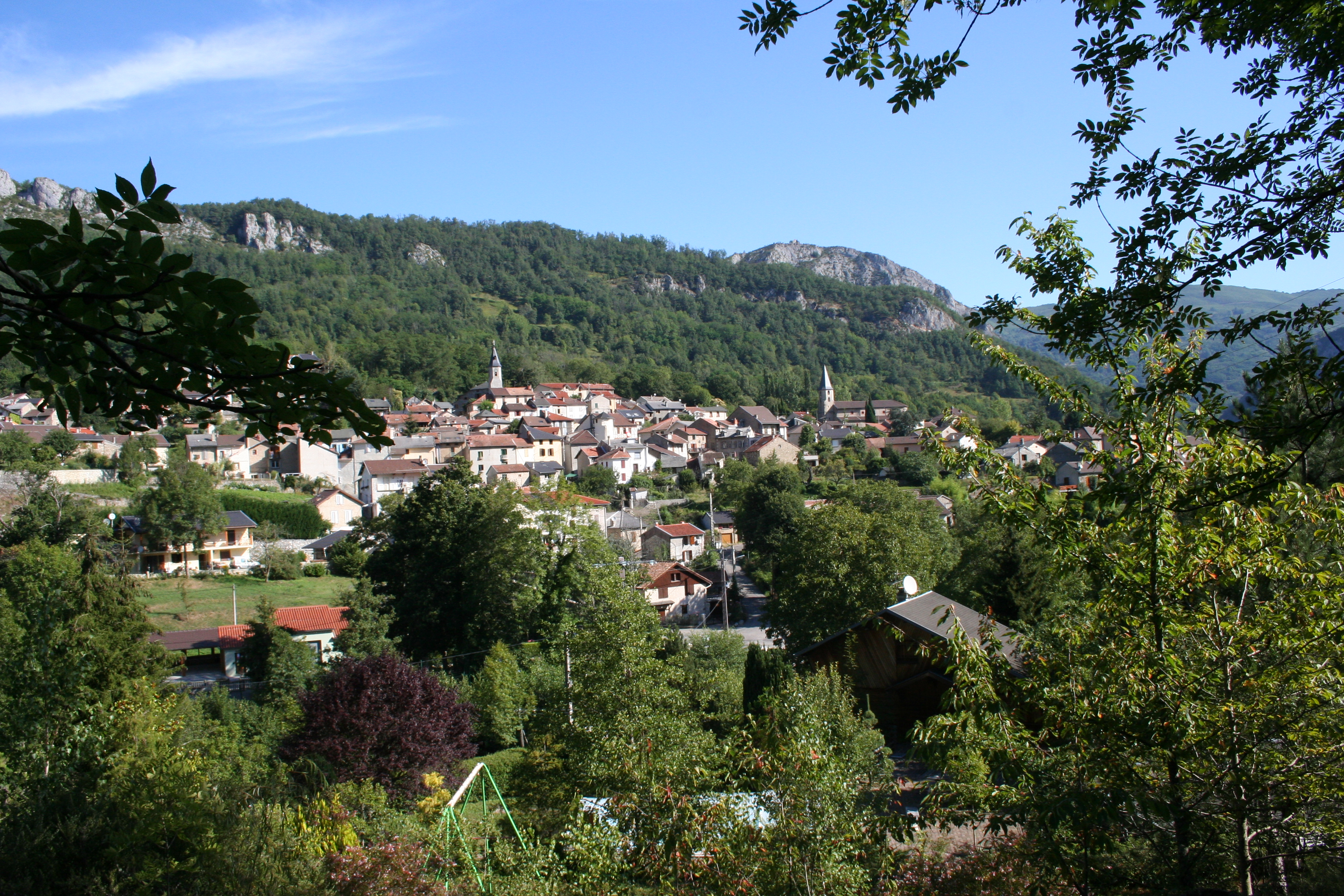
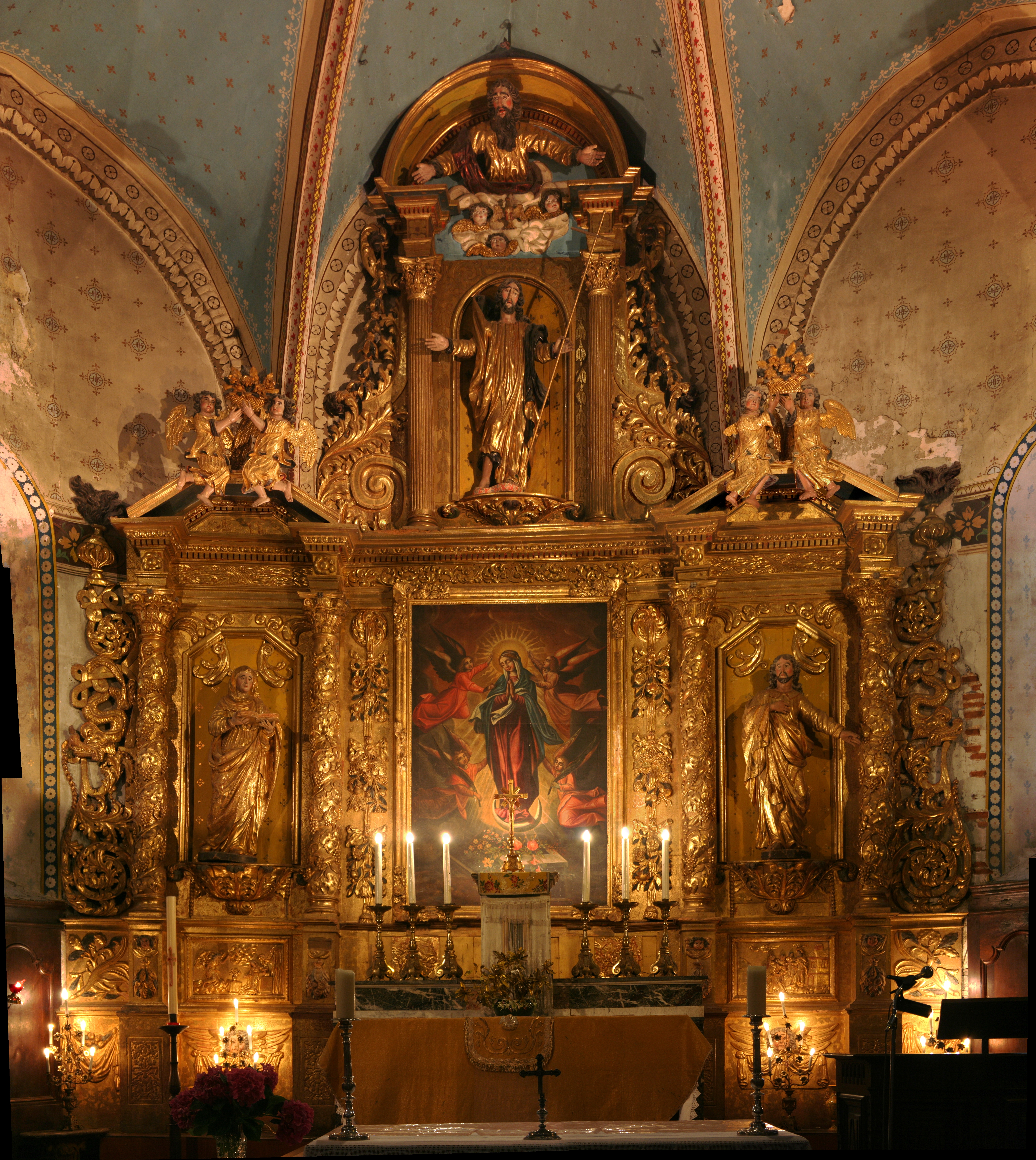
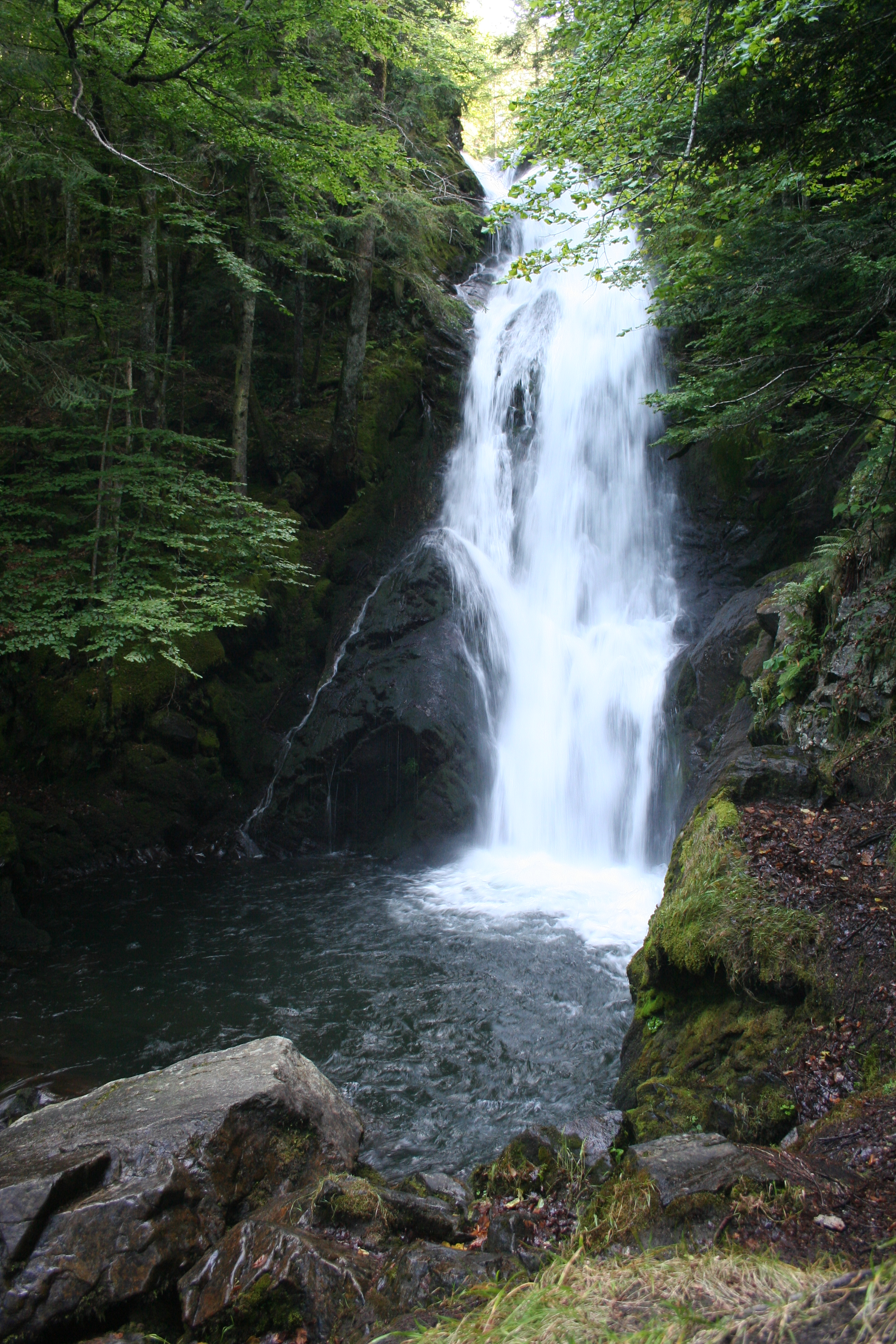